# Agró d'Il·líria
Agró (en grec antic Ἄγρων), fill de Pleurat II, va ser rei d'Il·líria al segle iii aC.
Tenia un exèrcit molt poderós i va superar la força i el prestigi de tots els reis del país fins al seu temps. Va aconseguir reconquerir el sud d'Il·líria que havia estat dominada per l'Epir des del temps de Pirros. Etòlia, en un procés d'expansió, obligava als seus veïns a ingressar a la Lliga Etòlia però Agró va posar sota la seva protecció als pobles propers, aconsellat, i segurament subornat per Demetri el pare de Filip V de Macedònia. Conseqüentment va enviar cinc mil homes contra els etolis que van sofrir una derrota decisiva. Però, per celebrar la victòria, Agró va celebrar un banquet en el que va menjar i beure en excés i li va venir una pleuresia de la que va morir l'any 231 aC.
La seva primera dona es deia Triteuta i amb ella va tenir un fill de nom Pinnes. A Agró el va succeir la seva segona muller Teuta com a regent del jove Pinnes. Just morir Agró, va arribar al país una ambaixada romana per decidir sobre la qüestió d'Issa, una illa de la costa que s'havia revoltat contra el rei d'Il·líria i s'havia posat sota protectorat romà. Triteuta llavors va reclamar la regència. Cap a l'any 228 aC (morta ja Teuta) es va casar amb Demetri de Faros a qui per aquest matrimoni se li va confiar la custòdia del fill menor i la regència. En parlen Cassi Dió, Polibi, Apià i Plini el Vell.